# Leptodactylon
Leptodactylon là một chi thực vật có hoa trong họ Polemoniaceae.

## Loài
Chi Leptodactylon gồm các loài: